# 婦人之友社
株式会社婦人之友社（ふじんのともしゃ、FUJIN-NO-TOMO-SHA Co., Ltd.）とは、東京都豊島区西池袋に本社を置く出版社である。料理、健康、育児、インテリアなどに関する雑誌・書籍を出版している。

## 沿革
- 1903年（明治36年）羽仁もと子、羽仁吉一により創業。同時に「婦人之友」の前身「家庭之友」創刊
- 1904年（明治37年）羽仁もと子案「家計簿」創刊
- 1907年（明治40年）「主婦日記」創刊
- 1914年（大正3年）「子供之友」創刊、1943年までの30年
- 1927年（昭和2年）「羽仁もと子著作集」第1巻を刊行。全21巻
- 1930年（昭和5年） 全国に「婦人之友」の愛読者の輪が広がり、「全国友の会」を設立
- 1931年（昭和6年）「家庭生活合理化展覧会」はじまる　東京をかわきりに全国主要都市で開催
- 1935年（昭和10年）「東北農村生活合理化運動」はじまる。　東北6県にセットルメント開設
- 1938年（昭和13年）「婦人之友社」創業35年記念「幼児生活展覧会」全国で開催
- 1950年（昭和25年）「われらの 衣・食・住 展覧会」を全国107か所で開催
- 1954年（昭和29年）「こどもの食べもの着もの展覧会」全国100か所で開催
- 1956年（昭和31年）羽仁吉一著「雑司ヶ谷短信 上・下」刊行
- 1960年（昭和35年）「11,000人の主婦の創った家庭生活展」全国133か所で開催。
- 1963年（昭和38年）「婦人之友社」創業60周年記念、新社屋完成
- 1973年（昭和48年） 羽仁もと子　生誕100年記念「生活即教育展」全国156か所で開催 ,「婦人之友」創刊70周年記念「公開座談会」全国5か所で開く。「明日（あす）の友」季刊誌（1992年に隔月誌となる）創刊
- 1983年（昭和58年）「婦人之友」創刊80周年記念「読者の創作工芸展」各地6か所で開催
- 1986年（昭和61年）「子供之友原画展」を開く　各地6か所で開催
- 1994年（平成6年）表紙原画展「春夏秋冬」全国12か所で開催
- 2007年（平成19年）「かぞくのじかん」季刊誌 創刊
- 2013年（平成25年）「婦人之友」創刊110周年記念「色彩のパレード」婦人之友表紙原画と子供之友の原画展を開催

## 発行雑誌
- 婦人之友（月刊）　A5判　1903年創刊。衣・食・住・家計の生活技術情報を掲載。他には、子どもの教育、世界の動き、環境問題など。
- 子供之友（終刊）　　　　1914年創刊。1943年（昭和18年）、紙の使用制限により休刊。後に終刊。
- 明日の友（隔月刊）　B5判　1973年創刊。定年や子どもの自立など、暮らしが大きく変わる高年期が読者層。対談、健康特集を掲載。
- かぞくのじかん（季号）　A4ワイド判　2007年創刊。子育て世代が読者層。育児、整理術等を掲載。

## 主な発行書籍
- 『料理』　・魔法の鍋帽子　・毎日のお惣菜シリーズ（全7巻）　・三陸わかめと昆布 浜とまちのレシピ80　他
- 『衣・住・園芸』　・シンプルライフをめざすシリーズ（全3巻）　・洗濯上手のコツ　・庭しごと花しごと（全2巻）　他
- 『育児』　・育児ライブラリーシリーズ（全4巻）　・育児日記　・妊娠から出産まで　他
- 『子供向け』　・3匹のこぐまさん　・ワニーニのぼうけん　・たべものとからだ　他
- 『シニア向け』　・シニアの食卓シリーズ（全2巻）　・老いとは何か伝えたい　他
- 『健康』　・頭の体操しましょうよシリーズ（全2巻）　・健康ノート　他
- 『羽仁もと子、吉一関連』　・羽仁もと子著作集（全21巻）　・雑司ヶ谷短信上下セット　他
- 『随筆・キリスト教関連』　・メスとパレットシリーズ　・聖書シリーズ　他
- 『旅・歴史』　・見に行く会いに行く　他
- 『音楽CD・楽譜』　歌ってみたいシリーズ（全4巻）　他